# Cmentarze w Kobryniu
Cmentarze w Kobryniu – dwie zabytkowe nekropolie znajdujące się w Kobryniu przy ul. Pierszamajskiej i w dzielnicy położonej za rzeką Muchawcem. 
Stary cmentarz katolicki (biał. Могілкі старыя хрысьціянскія) jest najstarszym z zachowanych cmentarzy w Kobryniu. Znajduje się przy ul. Pierszamajskiej obok kościoła rzymskokatolickiego. Jest silnie zdewastowany i zarośnięty. W części narożnej zachowało się kolumbarium z początków XX wieku (z dwoma rzędami nisz grobowych). Do najciekawszych nagrobków należy grób rodziny Ptaszkiewiczów, gdzie pochowano zmarłego w 1863 syna Romualda Traugutta. Część cmentarza została przejęta przez cerkiew prawosławną, znajdują się na niej m.in. nagrobek rodziny Mickiewiczów, w którym spoczywają Aleksander Mickiewicz z żoną Teresą Terajewicz i synem Franciszkiem. 
W lipcu 1998 z okazji 200. rocznicy urodzin Adama Mickiewicza konserwatorzy z warszawskiej ASP poddali rzeźbę renowacji. Prace sfinansowała Rada Ochrony Pamięci Walk i Męczeństwa, grób jednak nie został włączony do wiodącego przez Białoruś "Szlaku Mickiewiczowskiego".
W części narożnej terenu przycerkiewnego mieści się kwatera 42 żołnierzy Wojska Polskiego poległych w walkach z armią radziecką w jesieni 1920. 
Cmentarz Katolicko–Prawosławny jest położony w dzielnicy znajdującej się za Muchawcem i linią kolejową – jego część centralną stanowi drewniana kaplica-cerkiew św. św. Piotra i Pawła, w której modlą się przedstawiciele obu wyznań. Na cmentarzu chowano od I połowy XIX wieku głównie przedstawicieli lokalnych elit: wojskowych, lekarzy, ziemian i duchownych. Znajdują się tu kwatery Kościuszków (wśród spoczywających jest m.in. Antonina z Kościuszków Trauguttowa Mickiewiczowa, żona Romualda Traugutta i Franciszka Mickiewicza) oraz Mirosław Kościuszko, według legendy ostatni ze sławnego rodu kresowego (zm. 1914). Godny uwagi jest także nagrobek rodziny Dziekońskich – najstarszy zachowany na cmentarzu, pochodzący z 1832.